# Torricella in Sabina
Torricella in Sabina – miejscowość i gmina we Włoszech, w regionie Lacjum, w prowincji Rieti.
Według danych na rok 2004 gminę zamieszkiwało 1212 osób, 48,5 os./km².